# Moritz Schmidt (Politiker)
Friedrich August Moritz Schmidt (* 24. Oktober 1841 in Roßla; † 1903) war ein deutscher Richter, Rittergutsbesitzer und Parlamentarier.

## Leben
Moritz Schmidt studierte Rechtswissenschaften an der Georg-August-Universität Göttingen und der Friedrich-Wilhelms-Universität Berlin. 1862 wurde er Mitglied des Corps Brunsviga Göttingen. Nach dem Studium schlug er die Richterlaufbahn ein und wurde Kreisrichter. 1875 quittierte er den Justizdienst. Er war Besitzer des Ritterguts und der Zuckerfabrik Oberröblingen. Er war Amtsvorsteher sowie Mitglied des Kreisausschusses, des Kreistags und der Kreissynode.
Von 1879 bis 1893 saß Schmidt als Abgeordneter des Wahlkreises Merseburg 6 (Sangerhausen, Eckartsberga) im Preußischen Abgeordnetenhaus. Am 20. November 1880 verlor er sein Mandat durch Ungültigkeitserklärung, wurde aber in der erforderlich gewordenen Nachwahl bestätigt. Er gehörte der Fraktion der Freikonservativen Partei an.